# منصور المنصور
منصور المنصور ( 13 يونيو 1941  - 9 نوفمبر 2011 )، ممثل ومخرج إذاعي ومسرحي كويتي. بدأ عمله في إذاعة الكويت بعام 1959. وينتمي لأسرة فنية حيث أن أخويه محمد وحسين ممثلون وعبد العزيز مخرج. أخرج العديد من الأعمال المسرحية والإذاعية مثل حلقات مسلسل حبابة الإذاعي على مدار سنوات، ومسرحيات السندباد البحري وساندريلا.

## عن حياته
درس عند «الملا بلال» ثم في مدارس الصباح والشرقية والنجاح والصديق والمتنبي، وترك الدراسة بعد وفاة والده عام 1963  وذلك كونه أكبر أخوته وأصبح عليه العمل كي يستطيعو هم إكمال دراستهم. وقبل وفاة والده، شارك بعام 1958 كممثل في مسرحية «الحاكم بأمر الله» على خشبة مسرح مدرسة المتنبي المتوسطة، وفي عام 1959 بدأ التمثيل في إذاعة الكويت في برنامج «من الدريشة» مع زملائه «عبد العزيز الفهد وصالح حمدان ومحمد الشمالي وعباس عبد الرضا». وفي عام 1961 عين موظفًا في إذاعة الكويت في فرز رسائل برنامج «ما يطلبه المستمعون»، وفي عام 1965 انتقل إلى مكتب أشرطة التسجيلات، وهناك لاحظ المسؤولون جهده وطموحه وإصراره على التعلم، فأرسلوه في بعثة لدراسة الإخراج الإذاعي في مصر. وبعد عودته إلى الكويت عين نائبًا لرئيس قسم المخرجين في الإذاعة، ثم رئيسًا للقسم، ورقي بعد ذلك ليصبح رئيسًا لقسم المنوعات في الإذاعة، ثم مراقبًا للقسم، من ثم تولى منصب مراقب البرامج الفئوية. تقاعد عن العمل بعد تحرير الكويت، إلا إنه استمر بالعمل كمخرج للبرامج الإذاعية كمتعاون وإلى جانب التمثيل فإنه مارس لعبة كرة القدم، وكانت بدايته كحارس مرمى في مدرسة المتنبي المتوسطة، ثم انضم إلى الأندية الرياضية الأهلية التي كانت موجوده قبل تأسيس الأندية الرياضية، حيث لعب حارسًا للمرمى في ناديي «الندوة» و«التعاون».

### وفاته
توفي في الجزائر حيث كان في مهمة عمل مع «فرقة مسرح الخليج العربي» لتقديم عمل مسرحي وذلك بعد إصابته بالتهاب رئوي وبعد تعرضه لموجه برد شديدة.

## حياته الأسرية
في عام 1965 تزوج من غنيمة بوقماز، وأنجبا أربعة أبناء هم:
- سناء.
- عبد الله.
- عماد.
- ناصر.

## أعماله

### من المسرحيات
| سنه الإنتاج | المسرحية                | بمشاركة                                                                              |
| ----------- | ----------------------- | ------------------------------------------------------------------------------------ |
| 1963        | الأسرة الضائعة          | حياة الفهد، محمد المنصور                                                             |
| 1963        | الضحية                  | حياة الفهد، صقر الرشود                                                               |
| 1965        | عنده شهادة              | محمد المنصور، سعاد عبد الله، خالد العبيد                                             |
| 1965        | الطين                   | سالم الفقعان                                                                         |
| 1969        | فلوس ونفوس              | سعد الفرج، حياة الفهد، محمد المنصور، صقر الرشود                                      |
| 1969        | ثم غاب القمر            | سعاد حسين                                                                            |
| 1969        | نعجة في المحكمة         |                                                                                      |
| 1971        | الدرجة الرابعة          | محمد المنصور، سعاد عبد الله                                                          |
| 1971        | ضاع الديك               | عبد العزيز المسعود، محمد المنصور، مريم الصالح، حياة الفهد، خالد العبيد               |
| 1972        | 1 2 3 4 بم              | حياة الفهد، عبد الرحمن العقل، محمد المنصور، خالد العبيد، إبراهيم الصلال، محمد السريع |
| 1973        | شياطين ليلة الجمعة      | محمد المنصور، خالد العبيد، هيفاء عادل                                                |
| 1979        | البساط السحري           | عبد الرحمن العقل، عبد الإمام عبد الله                                                |
| 1994        | أولاد علي بابا والعصابة | أحلام حسن، علي السميري، من مصر حنان ترك                                              |

### من المسلسلات
| سنه الإنتاج | المسلسل                                               | بمشاركة |
| ----------- | ----------------------------------------------------- | --- |
| 1976        | حبابة                                                 | مريم الغضبان، محمد المنصور، حياة الفهد، أحمد الصالح، إبراهيم الحربي                                                                      |
| 1976        | ألوان من الحب                                         | سعاد حسين، جعفر المؤمن |
| 1976        | أمراة قالت لا - سهرة تلفزيونية                        | حياة الفهد، جاسم النبهان، خليل إسماعيل، باسمة حمادة، هدى حمادة                                                                           |
| 1977        | المصير                                                | سعاد عبد الله، حياة الفهد، إبراهيم الصلال، خالد النفيسي                                                                                  |
| 1978        | الطابق الثالث                                         | غانم الصالح، إبراهيم الصلال، مريم الصالح، علي المفيدي                                                                                    |
| 1979        | فهد العسكر الرحلة والرحيل - ثلاثية                    | عبد الرحمن الضويحي، إبراهيم الصلال، مريم الصالح، عائشة إبراهيم                                                                           |
| 1979        | إلى أبي وأمي مع التحية (جزئين)، الجزء الثاني عام 1982 | خالد النفيسي، حياة الفهد، عبد الرحمن العقل، هدى حسين                                                                                     |
| 1982        | مبارك                                                 | محمد السريع، عائشة إبراهيم، حسين المنصور، هدى حسين                                                                                       |
| 1997        | صدى الأيام - فيلم تلفزيوني                            | باسمة حمادة، زهرة الخرجي |
| 1997        | القرار الأخير                                         | محمد المنصور، أحلام محمد، جاسم النبهان، حسين المنصور، زهرة الخرجي، هدى الخطيب، بدرية أحمد                                                |
| 1998        | دارت الأيام                                           | محمد المنصور، حسين المنصور، خالد العبيد، طيف، فاطمة الحوسني، مشاري البلام، منى شداد                                                      |
| 1999        | دروب الشك                                             | محمد المنصور، أحلام محمد، حسين المنصور، زهرة الخرجي، علي جمعة، مشاري البلام، هبة الدري، خالد البريكي، إيمان القصيبي، سعاد علي، عبير أحمد |
| 2001        | القدر المحتوم                                         | سعاد عبد الله، محمد المنصور، جاسم النبهان، حسين المنصور، زهرة عرفات، من سوريا نورمان أسعد                                                |
| 2002        | سهم الغدر                                             | محمد المنصور، أحلام محمد، حسين المنصور، فخرية خميس، أحمد الجسمي، زينب العسكري                                                            |
| 2002        | ناس وناس                                              | محمد المنصور، فخرية خميس، خالد البريكي، زينب العسكري                                                                                     |
| 2004        | غصات حنين                                             | محمد المنصور، حسين المنصور، عبد المحسن النمر، خالد البريكي، هدى الخطيب، هيفاء حسين                                                       |
| 2005        | صحوة زمن                                              | سعاد عبد الله، محمد المنصور، حسين المنصور، أحلام حسن، طيف، سعاد علي، خالد البريكي                                                        |
| 2006        | جادة 7                                                | سعاد عبد الله، محمد المنصور، حسين المنصور، فخرية خميس، ميساء مغربي                                                                       |
| 2006        | ابن النجار                                            | غانم الصالح، أحمد الصالح، علي المفيدي، محمد جابر، انتصار الشراح، أحمد السلمان                                                            |
| 2007        | الأصيل                                                | أحمد الصالح، حسين المنصور، زهرة عرفات، عبد العزيز المسلم، مرام، حمد العماني                                                              |
| 2007        | الدروازة                                              | سعد الفرج، مريم الصالح، جاسم النبهان، عبد المحسن النمر، مشعل الجاسر                                                                      |
| 2007        | بلاغ للرأي العام                                      | حسين المنصور، خالد أمين |
| 2009        | نور عيني                                              | أحمد الصالح، جاسم النبهان، عبد العزيز المسلم، حسين المنصور، منى شداد، عبد الإمام عبد الله، سلمى سالم                                     |
| 2009        | أشياء لا تشترى                                        | عبد الرحمن العقل، جاسم النبهان، هدى الخطيب، زهرة الخرجي، عبير الجندي، غدير صفر                                                           |
| 2010        | ليلة عيد                                              | حياة الفهد، غانم الصالح، أحمد الجسمي، سلمى سالم                                                                                          |
| 2010        | الحب اللي كان                                         | محمد المنصور، عبد الرحمن العقل، حسين المنصور، انتصار الشراح، فرح بسيسو، سناء بكر يونس                                                    |
| 2011        | خيوط العمر                                            | جاسم البطاشي، فاطمة عبد الرحيم، باسمة حمادة، لمياء طارق                                                                                  |
| 2011        | الجليب                                                | حياة الفهد، أحمد الصالح، صلاح الملا، علي السبع، خالد البريكي، هند البلوشي، علي البريكي                                                   |
| 2011        | جفنات العنب                                           | هيفاء عادل، جاسم النبهان، يعقوب عبد الله، شيماء علي، مشعل الجاسر، ليلى السلمان                                                           |
| 2011        | العضيد                                                | سعد الفرج، عبد العزيز المسلم، ليلى السلمان، شيماء علي، منى شداد                                                                          |
| 2012        | الثمن                                                 | عبد العزيز المسلم، صلاح الملا، منى شداد، مشاري البلام، لمياء طارق، شيماء علي                                                             |

## روابط خارجية
- منصور المنصور على موقع قاعدة بيانات الأفلام العربية